# ناحیه الادیوم، شهرستان گراهام، کانزاس
شهرستان الادیوم، بخش گراهام، کنساز (به انگلیسی: Allodium Township, Graham County, Kansas) یک منطقهٔ مسکونی در ایالات متحده آمریکا است که در کانزاس واقع شده‌است.

## خصوصیات
شهرستان الادیوم ۱۷۴٫۷۴ کیلومترمربع مساحت و ۴۶ نفر جمعیت دارد و ۷۸۲ متر بالاتر از سطح دریا واقع شده‌است.